# Topic
La parola inglese topic (significa "discussione", "argomento", "oggetto", "tema") è ampiamente utilizzata anche in Italia nel gergo dei frequentatori di forum e chat su internet. Sta a esprimere il tema principale, l'argomento o discussione, attraverso il quale si vogliono ricevere/dare, contributi attraverso messaggi di altri frequentatori del forum o della chat.
Il topic viene solitamente definito e indicato dal primo utente che stabilisce l'inizio dell'interazione: come nella scrittura di una lettera tradizionale o di una email è necessario stabilire un oggetto, un'etichetta che sintetizzi in poche parole il contenuto del messaggio successivo, anche, se non soprattutto, nelle interazioni che coinvolgono più persone (ed è quindi il caso dei forum, dei newsgroup, delle newsletter più interattive). In pratica il topic è sintetizzato nel titolo (o oggetto) dell'intervento di apertura (cioè il primo del thread).
Il topic permette immediatamente al lettore di "agganciarsi" allo scambio e fornire il proprio contributo. La qualità dei thread richiede che il topic sia: sintetico, significativo, coerente con il tema che si espone e della sezione relativa, contenente key word efficaci (soprattutto per le ricerche mediante Google e simili).
Spesso utilizzata è la sigla OT cioè off topic (in italiano "fuori tema") per etichettare un intervento come fuori argomento. L'off-topic è tendenzialmente considerato "sgradevole" in quanto costringe il lettore a digressioni e alla conseguente perdita del filo del discorso (in gergo tecnico: thread).

## Come scegliere il topic di un messaggio
La scelta del topic di un forum (così come dell'oggetto di una mail) è fondamentale: il topic permetterà al lettore di individuare immediatamente il tema del contributo.
Il topic deve essere:
- sintetico (apprezzabile anche evitare preposizioni)
- chiaro e semplice
- univoco
- diretto ovvero consistente
- interessante (cioè deve catturare immediatamente l'attenzione)

A seconda dello strumento usato e dalla netiquette adottata, può essere utile l'uso di specifici indicatori relativi a categorie, gruppi e così via.
Ad esempio, nell'inserimento di un post di richiesta di informazioni sul significato del termine topic, si potrebbe scrivere: "[Richiesta] Cos'è un topic?".